# Pop Smoke
Pop Smoke, pseudonimo di Bashar Barakah Jackson (New York, 20 luglio 1999 – Los Angeles, 19 febbraio 2020), è stato un rapper statunitense.
Il lavoro con i produttori di UK drill 808Melo, Axl Beats e Yoz Beatz lo rese popolare per aver portato il genere nell'industria musicale statunitense. Nel mese di aprile 2019 pubblica Welcome to the Party, singolo apripista al suo mixtape di debutto Meet the Woo, pubblicato a luglio 2019. Il singolo ha avuto due remix: uno con la rapper trinidadiana Nicki Minaj, e l'altro con il britannico Skepta.
Nella seconda metà del 2019 collabora con Travis Scott in Gatti, contenuta nel disco JackBoys: il brano ha raggiunto la sessantanovesima posizione nella Billboard Hot 100, regalando in tal modo la prima entrata nella classifica a Smoke. Il secondo mixtape viene pubblicato a febbraio 2020 e si intitola Meet the Woo 2, avente come ospiti Quavo, A Boogie wit da Hoodie, Fivio Foreign e Lil Tjay. Nella settimana successiva alla sua morte, il singolo Dior ha raggiunto la trentesima posizione nella Billboard Hot 100.
L'album in studio di debutto di Smoke, Shoot for the Stars, Aim for the Moon, è stato pubblicato postumo il 3 luglio 2020. Il disco ha debuttato in vetta alla classifica statunitense Billboard 200, con 251 000 unità equivalenti ad album vendute nella prima settimana e tutte le diciannove tracce presenti nella Billboard Hot 100. Pochi giorni dopo, il 20 luglio, è stata pubblicata anche la versione deluxe, facendo raggiungere al disco il totale di 34 brani. L'album e diversi dei brani contenuti al suo interno hanno ottenuto successo anche a livello internazionale. A luglio 2021, a un anno dalla pubblicazione dell'album di debutto, viene distribuito il secondo album in studio Faith, anch'esso debuttante in vetta alla Billboard 200 con 80 000 unità equivalenti vendute nella prima settimana.

## Biografia
Bashar Barakah Jackson nacque il 20 luglio 1999 a Brooklyn, New York, nel quartiere di Canarsie, da madre giamaicana e padre panamense. 
Sin da piccolo ha avuto problemi legati allo spaccio di droga, a 16 anni acquistò una BMW Serie 5 e passò due anni agli arresti domiciliari per possesso di arma da fuoco. Jackson durante l’adolescenza ha anche giocato a basket come guardia tiratrice, si trasferì momentaneamente a Filadelfia per iscriversi e iniziare un'eventuale carriera alla Rocktop Academy. Successivamente costretto ad andarsene dopo che gli fu diagnosticato un soffio al cuore, tornò così alla vita di strada.
Ha iniziato la sua carriera musicale nel 2018 mentre era in giro con altri artisti discografici, durante le loro sessioni in studio, inizialmente remixando canzoni popolari all'interno della scena musicale di New York, prima di iniziare a creare musica originale. In un'intervista a Genius, ha affermato che il suo nome d'artista "Pop Smoke" è una combinazione di "Poppa" (un soprannome che gli è stato dato dalla nonna panamense) e "Smoke" (un soprannome che gli è stato dato da amici d'infanzia).

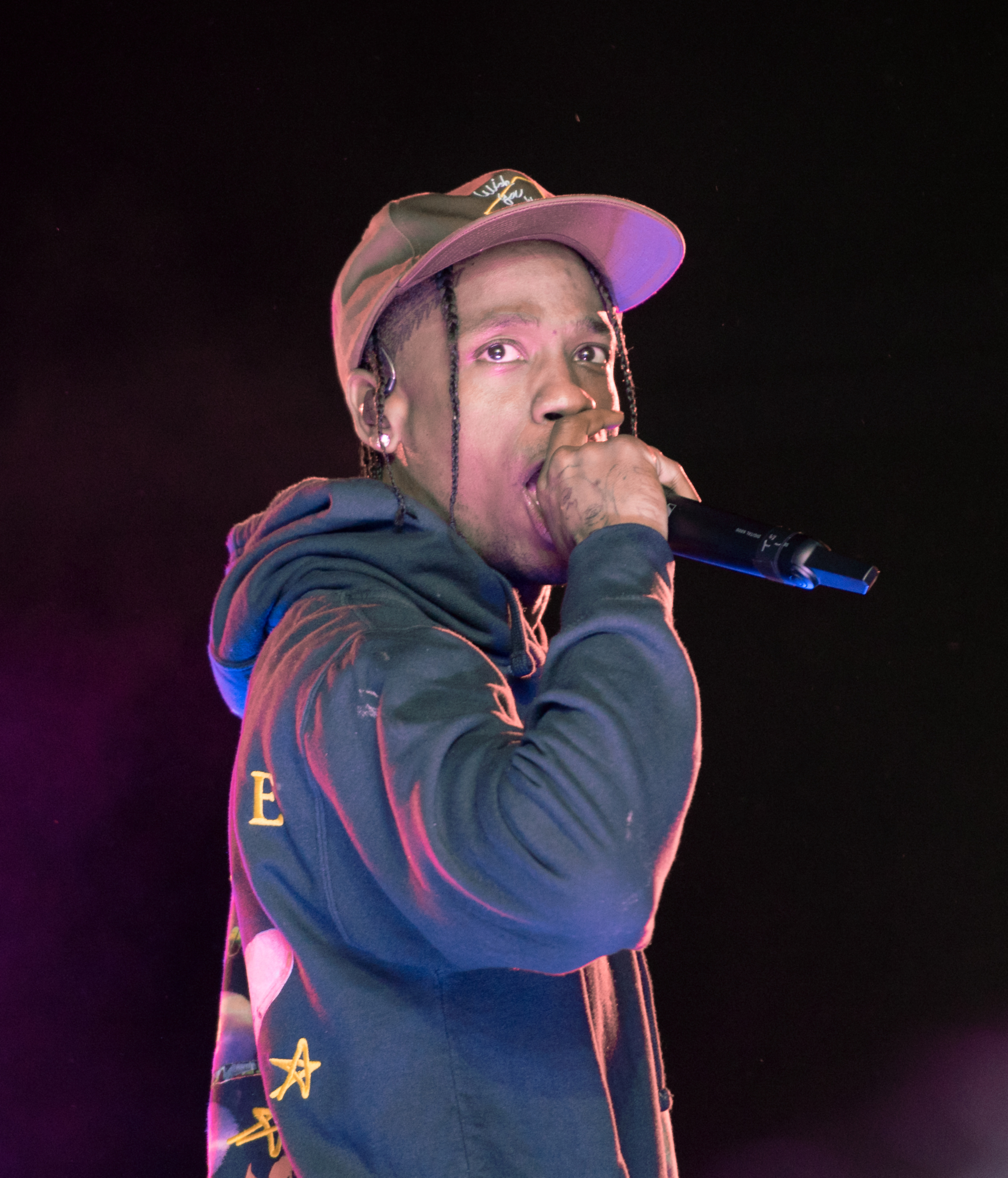
La collaborazione con Travis Scott in Gatti, contenuta nel progetto JackBoys, ha fruttato la sessantanovesima posizione nella Billboard Hot 100, prima volta nella classifica per Smoke

Nell'aprile 2019, ha pubblicato il suo primo singolo di successo, Welcome to the Party, il singolo apripista del suo primo mixtape, Meet the Woo. La canzone è stata successivamente remixata due volte, una con Nicki Minaj e l'altra con Skepta nell'agosto 2019. Il brano è diventato noto anche per la sua produzione riconducibile al drill britannico, realizzata da 808Melo la cui collaborazione si è estesa nella discografia. Altre sue canzoni popolari sono: MPR, Flexin' e Dior. Dopo l'ascesa alla popolarità di Welcome to the Party, ha collaborato con altri artisti famosi in singoli come War con Lil Tjay, 100k on a Coupe con Calboy e Gatti con i JackBoys e Travis Scott, ultima traccia dell'album JackBoys.
Il 7 febbraio 2020, Pop Smoke ha pubblicato il suo secondo mixtape Meet the Woo 2 con collaborazioni del calibro di Quavo, A Boogie wit da Hoodie, Fivio Foreign e Lil Tjay. Cinque giorni dopo la sua uscita, è stata pubblicata un'edizione deluxe con tre nuove canzoni: Wolves con Nav, Dior (Remix) con Gunna e Like Me con PnB Rock. Il 14 maggio Steven Victor, manager di Smoke, ha annunciato l'uscita dell'album in studio postumo, previsto per 12 giugno 2020. Il rapper americano 50 Cent ha espresso interesse nel completamento del progetto, con dei possibili featuring di Roddy Ricch, Drake e Chris Brown, promettendo di portare la madre di Smoke ad una cerimonia di premiazione. Un documentario sulla vita del rapper è stato annunciato, mentre è stata rivelata la presenza del cantante nigeriano Davido nell'album postumo. La pubblicazione del disco, in origine prevista per il 12 giugno, è slittata al 3 luglio. 50 Cent ha espresso il suo desiderio di avere anche il cantante Post Malone nel progetto.
In un'intervista risalente al 2019 per la radio statunitense “REAL 92.3 LA” ha dichiarato che artisti del calibro di 50 Cent, Drake, DMX, Meek Mill, Jay-Z, Pusha T, Nicki Minaj e Cardi B fossero alcune delle sue ispirazioni musicali.

### Morte
Pop Smoke è morto il 19 febbraio 2020, dopo essere stato raggiunto da due proiettili esplosi da un'arma da fuoco durante un'irruzione nella sua casa a Hollywood Hills, in California. Secondo le autorità, quattro uomini incappucciati sono entrati in casa verso le 4:30, uno dei quali indossava un passamontagna ed era in possesso di una pistola. La polizia, avvertita telefonicamente da sconosciuti, è giunta all'abitazione sei minuti dopo e ha trovato il rapper colpito da più ferite di arma da fuoco. Portato al Cedars-Sinai Medical Center, è stato dichiarato morto all'età di 20 anni. Il 21 febbraio 2020, il Dipartimento medico legale della contea di Los Angeles ha rivelato che la causa della morte di Pop Smoke è stata una ferita da arma da fuoco al busto. Il corpo di Pop Smoke è stato seppellito al cimitero di Green-Wood.
Il 10 luglio sono state arrestate cinque persone collegate all'omicidio del rapper, di cui tre adulti e due ragazzi. Quattro di loro sono accusati di omicidio: il diciannovenne Corey Walker, il diciottenne Keandre Rodgers e due ragazzi di diciassette e quindici anni. Dal momento che l'omicidio è avvenuto durante una rapina, i due maggiorenni sono imputabili con la pena di morte la loro udienza è stata fissata a marzo 2021. Tuttavia, dopo l'elezione di George Gascón a novembre 2020, le pene di morte non saranno perseguite, visto il volere di Gascón di non attuare mai condanne simili. La quinta persona, JaQuan Murphy di ventuno anni, è stata accusata di tentato omicidio. Il 6 febbraio 2025 a quasi 5 anni dalla morte di Pop Smoke, l'unico imputato all'epoca dell'assassinio adulto, Corey Walker, si è dichiarato colpevole di omicidio colposo e violazione di domicilio ed è stato condannato a 29 anni di carcere.
Inizialmente, la polizia di Los Angeles sospettò che la morte di Jackson fosse legata a gang di strada, poiché era notoriamente affiliato ai Crips. Tuttavia, in seguito si credette che la sua morte fosse invece la conseguenza di una rapina in casa finita male. A maggio 2020 il quindicenne coinvolto nella rapina avrebbe ammesso, durante un'intervista registrata con un compagno di cella in un centro di detenzione minorile, di aver ucciso Pop Smoke per un Rolex tempestato di diamanti, venduto in seguito a 2 000$. In un primo momento il rapper avrebbe soddisfatto le loro richieste, ma in seguito cercò di combatterli, facendo scoppiare uno scontro dove ricevette dei colpi da una Beretta M9.
Il giorno prima del suo omicidio, Jackson e l'amico d'infanzia Michael Durodola "Mike Dee" hanno pubblicato diverse immagini sui social media, tra cui una in cui sullo sfondo si vede l'indirizzo di casa. Il rapper ha anche pubblicato una storia su Instagram e Facebook sui regali che aveva ricevuto da alcuni brand di lusso in cui uno mostrava l'indirizzo completo della casa sulla confezione, indicandone precisamente la posizione.

### Carriera post-morte
Il 3 luglio, come da programma, è stato pubblicato l'album in studio Shoot for the Stars, Aim for the Moon per le etichette Victor Victor e Republic Records. Prodotto esecutivamente dal rapper 50 Cent e anticipato dal singolo Make it Rain, presenta alcuni ospiti, come Lil Baby, Future, Roddy Ricch, Quavo, 50 Cent, DaBaby, Lil Tjay, Swae Lee, Tyga e Karol G. Il disco ha debuttato in vetta a molte classifiche nazionali, tra le quali quella australiana, irlandese, neozelandese e statunitense, dove ha venduto 251 000 unità equivalenti ad album nella prima settimana. Il 20 luglio, in occasione di quello che sarebbe stato il ventunesimo compleanno di Pop Smoke, viene pubblicata la deluxe edition del disco, che consiste in quindici tracce aggiuntive e featuring come Young Thug, Gunna, Jamie Foxx, A Boogie wit da Hoodie e Burna Boy tra gli altri. Nel marzo del 2021 il suo disco postumo ha ottenuto il record di settimane consecutive in prima posizione nella classifica Billboard Top Rap Album, raggiungendo le 20 settimane e superando il precedente record di Eminem.
Nel mese di agosto, la rivista musicale XXL ha rivelato di aver scelto Pop Smoke come primo artista della sua Freshman Class. A seguito della sua morte, il rapper non fu inserito nella lista; tuttavia, la rivista scrisse: «circostanze al di fuori del nostro controllo ci hanno impedito di inserire Pop nella copertina postumamente, ma per noi fa ancora parte della class».
Il 26 febbraio 2021 è stato pubblicato AP, primo singolo estratto dalla colonna sonora del film Boogie; il lungometraggio, diretto da Eddie Huang, presenta Pop Smoke nelle vesti dell'antagonista Monk.
Il 23 giugno, tramite un video pubblicato sul suo canale YouTube, viene annunciato Pop Smoke, il suo secondo album in studio la cui uscita viene fissata al 16 luglio. Il 12 luglio Steven Victor ha confermato la data di uscita, aggiungendo però un cambiamento nel titolo del progetto: non sarebbe più stato un lavoro eponimo, venendo ribattezzato come Faith. Lo stesso Victor ha pubblicato sul suo profilo Instagram un trailer e la copertina ufficiale del disco, consistente in un primo piano in bianco e nero di Pop Smoke. Il 16 luglio, come programmato, è stato pubblicato il disco: composto da venti tracce, presenta ospiti come Kanye West, Dua Lipa, Kid Cudi, Quavo, Pharrell Williams, Chris Brown, Pusha T, Lil Tjay e Future. Il brano Demeanor, in collaborazione con Dua Lipa, viene scelto come primo estratto ufficiale.
Faith ha debuttato in vetta alla classifica canadese e alla statunitense Billboard 200, con 80 000 unità equivalenti ad album vendute nella prima settimana.

## Eredità
Considerato uno dei pionieri della musica drill di Brooklyn. Il modo in cui univa i caratteristici suoni aspri della drill con dei testi che parlavano di uno stile di vita dedicato al lusso, simile a quelli della trap statunitense, portò molte persone a credere che Smoke rappresentasse la sua città meglio dei suoi contemporanei; secondo Danny Scwartz di The Ringer «ha conquistato la scena rap di New York e ha dato alla città il tipo di stella già pronta e potenzialmente determinante che non si vedeva da anni».
A causa del desiderio di abbandonare il suo vecchio stile di vita, Smoke motivò i giovani del suo quartiere ad allontanarsi dalle strade. Il produttore Rico Beats, collaboratore del rapper, disse che Smoke iniziò a «dire ai bambini di non seguire la strada delle gang» e di «essere una persona migliore». Pochi mesi dopo la sua morte, la famiglia ha annunciato la creazione di "Shoot for the Stars", una fondazione di beneficenza ideata da Smoke volta ad aiutare e ispirare i giovani grazie ad una piattaforma che li aiuta a raggiungere i propri obiettivi, a vivere e crescere in circostanze difficili.
Sebbene i suoi testi non contestino la brutalità della polizia o il razzismo sistematico, le sue canzoni sono state utilizzate più volte durante le proteste per la morte di George Floyd a New York come simbolo di resistenza.

## Controversie

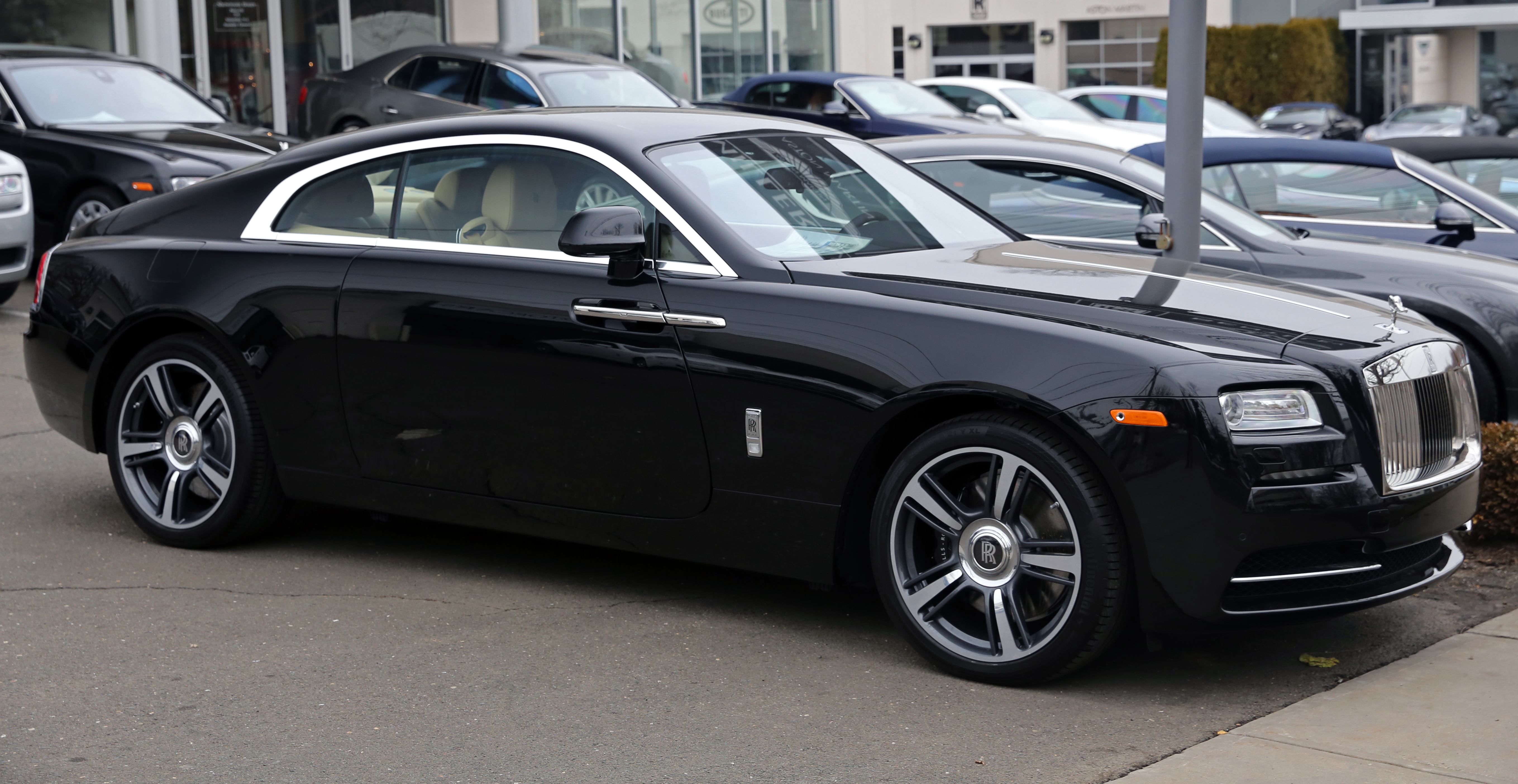
Un Rolls-Royce Wraith simile a quella rubata da Smoke

Il 17 gennaio 2020, tornato da Parigi, Pop Smoke fu arrestato dalle autorità federali dell'aeroporto internazionale John F. Kennedy e accusato di trasportare un veicolo rubato attraverso i confini statali. Il veicolo era una Rolls-Royce Wraith dal valore di 375.000 dollari, il cui proprietario aveva denunciato il furto dopo che Pop Smoke lo aveva preso in prestito in California per un video musicale, a condizione che sarebbe stato restituito il giorno successivo. L'auto è stata recuperata dalle autorità nella casa della madre di Pop Smoke, nella zona Canarsie di Brooklyn, con targhe dell'Alabama e vetri oscurati. Il rapper si è dichiarato non colpevole ed è stato rilasciato su cauzione di 250 000 dollari lo stesso giorno. Dopo il suo arresto, la polizia lo ha inoltre interrogato su una sparatoria avvenuta a Brooklyn nel giugno 2019 cercando di fare pressione su Jackson affinché fornisse loro maggiori informazioni sui Crips e altre gang di strada locali ma Smoke si rifiutò di parlare. Le condizioni in cui si trovava Jackson ostacolarono alcune delle sue esibizioni come il "BK Drip Concert" al Kings Theatre di Flatbush nel febbraio 2020, poiché tra il pubblico c'erano membri di note gang di strada.

## Discografia
- 2020 – Shoot for the Stars, Aim for the Moon
- 2021 – Faith

## Filmografia
- Boogie, regia di Eddie Huang (2021)

## Riconoscimenti
- BET Awards
  - 2020 – Candidatura per Miglior artista emergente[68]
- BET Hip Hop Awards
  - 2020 – Miglior artista hip hop emergente[69]
- Billboard Music Awards[70]
  - 2021 – Miglior artista esordiente
  - 2021 – Miglior artista rap
  - 2021 – Miglior artista rap maschile
  - 2021 – Miglior album (Shoot for the Stars, Aim for the Moon)
  - 2021 – Miglior album rap (Shoot for the Stars, Aim for the Moon)
  - 2021 – Canditatura al miglior artista
  - 2021 – Canditatura per miglior artista maschile
  - 2021 – Candidatura per Top Billboard 200 Artist
  - 2021 – Candidatura per Top Streaming Songs Artist
- MTV Video Music Awards
  - 2020 – Candidatura per Canzone dell'estate (The Woo)[71]
- Grammy Award
  - 2021 – Candidatura per miglior interpretazione rap solista (Dior)[72]